# Гидателловые
Гидателловые (лат. Hydatellaceae) — семейство очень мелких водных травянистых растений. Состоит из десяти или двенадцати видов, встречающихся в Австралии, на Тасмании и в Новой Зеландии, а также на западе Индии.
Гидателловые с момента описания до самого последнего времени относили к однодольным растениям — и только в 2006 году, по результатам молекулярных исследований, было установлено достаточно близкое родство этого таксона с кувшинковыми.
Относительно числа родов в семействе различные исследователи расходятся. Традиционно выделились два рода — Гидателла (Hydatella) и Тритурия (Trithuria), к первому из которых относили виды, ведущие исключительно подводный образ жизни. Выделение в семействе двух родов сохранилось до сих пор, к примеру, на сайте Germplasm Resources Information Network (GRIN). Однако в настоящее время семейство обычно считается монотипным, при этом все виды отнесены к роду Trithuria (отнесение всех видов именно к этому роду объясняется тем, что он был описан раньше, чем род Hydatella).

## Название
Научное название рода Hydatella, от которого образовано название семейства, происходит от греческого слова ὕδωρ (в родительном падеже ὕδατος) — вода, путём добавления уменьшительного латинского суффикса.

## Биологическое описание
Представители семейства — очень мелкие однолетние или многолетние травы, растущие на мелководьях по берегам водоёмов на песчаном или илистом дне. Высота растений не превышает нескольких сантиметров; к примеру, высота новозеландской тритурии незаметной (Trithuria inconspicua) — не более 3 см. Те растения, которые ранее относили к роду Hydatella, растут полностью погружёнными в воду, встречаются до глубины в 2 м, но обычно на меньшей глубине. Растения, которые ранее относили к роду Trithuria, растут обычно полупогружёнными в воду. Если в сухой сезон водоёмы пересыхают, растения погибают.

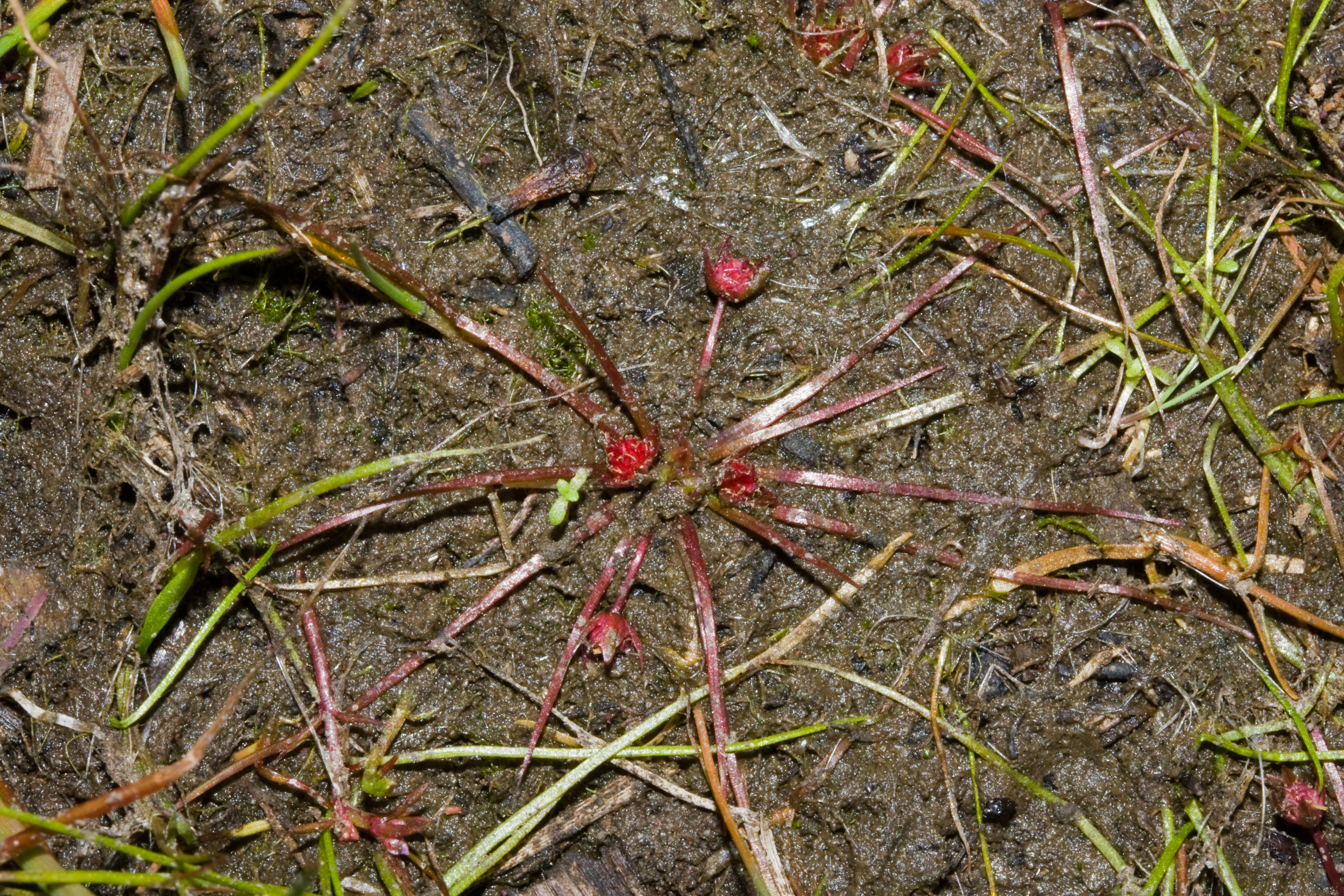
Trithuria submersa с плодами

Листья простые, цельные, тонкие, шиловидные (или даже нитевидные), без сколько-нибудь явно выраженных влагалищ; собраны в прикорневые розетки. Устьица на листьях, в связи с исключительно подводным образом жизни, полностью отсутствуют.
Цветки очень мелкие, однополые, без околоцветника. Собраны в головкообразные соцветия, окружённые двумя, четырьмя или шестью плёнчатыми (чешуйчатыми) прицветниками. Соцветия могут состоять как из цветков одного, так и разных полов; находятся на вершине безлистной цветоносной стрелки, длина которой не превышает длину листьев. Цветки сочетают в себе черты гидрофилии и анемофилии.
В мужских цветках — одна-единственная тычинка, состоящая из обособленного пыльника на длинной цилиндрической нити. Рыльца женских цветков гидателлы имеют уникальное строение — они состоят из нескольких волосков, каждое длиной до 5 мм, состоящий из одного ряда клеток, при этом пыльца может прорастать на любой из клеток рыльца. Плодолистик один. Завязь верхняя. Канал, соединяющий полость завязи с отверстием на рыльце, полностью заполнен слизью.
Семяпочка одна. Семена — с маленьким зародышем, с обильным периспермом и скудным эндоспермом.

## Классификация
Гидателловые изначально были отнесены к однодольным растениям, и это принималось практически всеми системами классификации, созданными в XX веке. В Системе Кронквиста (1981) Гидателловые выделены в монотипный порядок Hydatellales (Гидателлоцветные) в составе подкласса Commelinidae класса Liliopsida (Однодольные). В Системе Тахтаджяна (1997) Гидателловые выделены в порядок Hydatellales (Гидателлоцветные) в составе монотипного надпорядка Hydatellanae подкласса Commelinidae класса Liliopsida (Однодольные).
В системах классификации APG I (1998) и APG II (2003) Гидателловые входили в состав порядка Злакоцветные (Poales) группы commelinoids (в системе 2003 года называвшейся commelinids) в составе группы monocots.
До начала XXI века гидателловые считались одной из наиболее эволюционно продвинутых групп однодольных. Однако в 2006 году в результате молекулярных исследований они были отнесены к порядку Кувшинкоцветные (Nymphaeales), то есть к палеодикотам — парафилетической группе, в которую объединены базальные группы цветковых, не попадающие в таксоны однодольных и настоящих двудольных в современном понимании. Такая классификация была подтверждена Системой классификации APG III (2009).
Хотя внешне гидателловые не похожи на других представителей порядка Кувшинкоцветные, однако их листья напоминают первый лист проростка представителей семейства Кувшинковые. Кроме того, весьма существенно, что все представители порядка имеют схожее строение зародышевого мешка и семенной кожуры (спермодермы), для семян характерен хорошо развитый перисперм.

## Роды
- Hydatella Diels (1904) — Гидателла. В настоящее время в большинстве источников этот род включён в состав рода Trithuria.
- Trithuria Hook.f. (1860[6]) — Тритурия